# Тиберий Клавдий Сакердот Юлиан
Тиберий Клавдий Сацердот Юлиан (на латински: Tiberius Claudius Sacerdos Iulianus) e сенатор на Римската империя през 1 и 2 век.

## Биография
Произлиза от Гърция или Мала Азия – Галатия, Пергамон или Анкира от знатния римски род Клавдии.
По времето на император Домициан между 85 и 95 г. е прокуратор (procurator Augusti) на провинция Тракия. От този период е запазен надпис от негова статуя издиганата във Филипопол.
През ноември или декември 100 г. Сакердот става суфектконсул заедно с Луций Росций Елиан Меций Целер. От 101 г. е в колегията „арвалски братя“ и понтифекс.